# GHE – Anhalt bis Preußen
Die ANHALT, BRAUNSCHWEIG und PREUSSEN waren schmalspurige Tenderlokomotiven der Bauart Mallet der Gernrode-Harzgeroder Eisenbahn-Gesellschaft (GHE).

## Geschichte
Die drei Lokomotiven wurden für die meterspurige Schmalspurbahn Stiege–Eisfelder Talmühle beschafft, da die vorhandenen dreiachsigen Lokomotiven (SELKE bis HASSELFELDE) zu schwach waren. Die Maschinen wurden unter den Fabriknummern 5465, 5466 und 5467 von Borsig 1905 gebaut. Die Bezeichnung erfolgte nach den drei Territorien Anhalt, Braunschweig und Preußen, durch die Strecke der GHE führte.
Die drei Lokomotiven, die sich im Betriebseinsatz bewährten, wurden nach dem Ausbruch des Ersten Weltkriegs im November 1914 zur Heeresfeldbahn zum Kriegseinsatz eingezogen. Die GHE erhielt die Maschinen nach dem Kriegsende nicht zurück. Bis in die 1950er Jahre waren die ANHALT und BRAUNSCHWEIG mit den Betriebsnummern 201 und 202 bei der französischen Eisenbahngesellschaft Compagnie des chemins de fer secondaires du Nord-Est im Einsatz.